# 小隼砲
小隼砲（Fauconneau）是一種中世紀至文藝復興時期使用的加農砲，比隼砲更小。質量約25公斤，長約1公尺，是一種半攜帶式的武器，主要用於反人員。

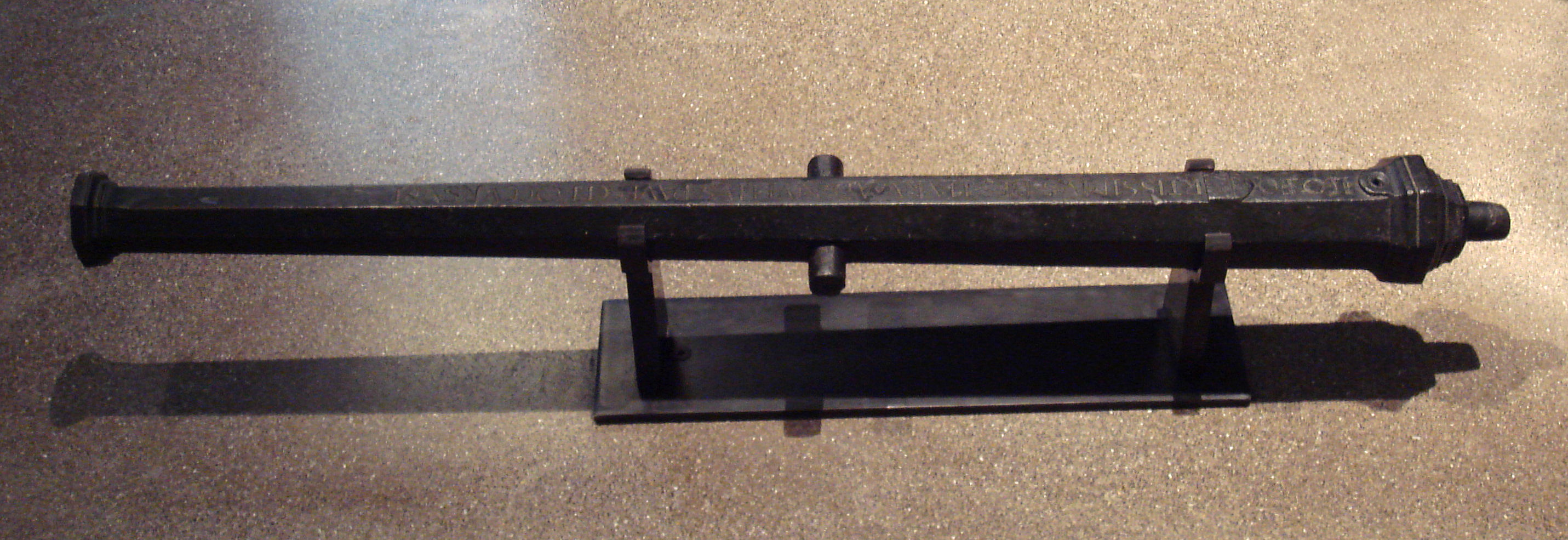
巴黎所藏的小隼砲。長1.06公尺；口徑32公釐；質量25.4公斤；iron projectile；約1510年製。